# Pseudoclimaciella
Pseudoclimaciella is een geslacht van insecten uit de familie van de Mantispidae, die tot de orde netvleugeligen (Neuroptera) behoort.

## Soorten
Deze lijst van 17 stuks is mogelijk niet compleet.
- P. alberti (Navás, 1936)
- P. apicipennis (Kolbe, 1897)
- P. cachani Poivre, 1982
- P. congensis (Navás, 1936)
- P. coronata (Stitz, 1913)
- P. elisabethae (Navás, 1936)
- P. erichsonii (Guérin-Méneville, 1844)
- P. exigua (Navás, 1913)
- P. ivoiriensis Poivre, 1982
- P. loanga (Navás, 1909)
- P. machadoi (Handschin & Markl, 1955)
- P. rubida (Stitz, 1913)
- P. sanguinea (Navás, 1914)
- P. sarta (Stitz, 1913)
- P. stitzi Handschin, 1960
- P. timmerhansi (Navás, 1931)
- P. tropica (Westwood, 1852)